# Zrin
Zrin vagy Zríny (1900-ig Zrinj) falu Horvátországban, Sziszek-Monoszló megyében. Közigazgatásilag Dvorhoz tartozik.

## Fekvése
Sziszek városától légvonalban 33, közúton 50 km-re délre, községközpontjától légvonalban 14, közúton 17 km-re északra a Báni végvidék déli részén, a Zrinyi-hegység területén, a Zrinčina-patak mentén, Rogulje és Zrinska Draga között fekszik.

## Nevének eredete
Neve az ősszláv "zreň" (= a látott) szóból származik, az pedig a "zreti" (= látni) igéből való. A várból ma is nagyszerűen be lehet látni a környező vidéket a Zrínyi-hegységtől az Unamentéig.

## Története
Zríny vára a 13. században épült. 1293-ban a Babonicsok krajnai ágáé volt, majd rokonáé János báné. 1328-tól Raholcai Tót Lőrincé, ekkor "Ziryn" néven említik. 1347-ben a király cserével megszerezte és Subics Gergely és György comesnek adta. Ezután a Györgytől származó Zrínyieké, akik róla vették családi nevüket. Régebbi magyar források "Zerin" néven is említik. Végvári őrségét 1576-ban 125 gyalogos alkotta. 1577 őszén foglalta el a török és 1688-ig az Oszmán Birodalom egyik végvára volt. A vár alatti falu is létezett már a középkorban. A vár szolgálófalujaként keletkezett, lakói szolgák, várjobbágyok, kisnemesek, szabadok, kézművesek és kereskedők voltak. Templomát Szűz Mária tiszteletére szentelték és ferences kolostora is volt. A zrini plébániát 1334-ben említi először Ivan főesperes. A plébániatemplom a Szent Kereszt templom helyén állt és a 16. század végén a török háborúkban semmisült meg. Lehet, hogy a török később egy ideig dzsámiként használta.
Zrin újratelepülésének előzményeként az 1683 és 1699 között felszabadító harcokban a keresztény seregek kiűzték a térségből a törököt és a török határ az Una folyóhoz került vissza. Maga Zrin 1688-ban szabadult fel. Ezután a Kordunról és a Báni végvidék más területeiről katolikus horvát, a török uralom alatt maradt Közép-Boszniából, főként a Kozara-hegység területéről és a Sana-medencéből pravoszláv szerb családok érkeztek a felszabadított területekre. Az újonnan érkezettek szabadságjogokat kaptak, de ennek fejében határőr szolgálattal tartoztak. El kellett látniuk a várak, őrhelyek őrzését és részt kellett venniük a hadjáratokban. Zrin benépesülése is a 17. században kezdődött, majd több hullámban a 18. században is folytatódott. 1696-ban a szábor a bánt tette meg a Kulpa és az Una közötti határvédő erők parancsnokává, melyet hosszas huzavona után 1704-ben a bécsi udvar is elfogadott. Ezzel létrejött a Báni végvidék (horvátul Banovina), mely katonai határőrvidék része lett. 1745-ben megalakult a Petrinya központú második báni ezred, melynek fennhatósága alá ez a vidék is tartozott. A zrini plébániát 1711-ben újraalapították és a plébániatemplomot is újjáépítették. 1737-ben a keresztény erők és a törökök közötti összecsapásokban a törökök újra felgyújtották. Az 1740-es években építették újjá.
1881-ben megszűnt a katonai közigazgatás és Zágráb vármegye Kostajnicai járásának része lett. 1857-ben 620, 1910-ben 781 lakosa volt. A 20. század első éveiben a kilátástalan gazdasági helyzet miatt sokan vándoroltak ki a tengerentúlra. 1918-ban az új szerb-horvát-szlovén állam, majd később Jugoszlávia része lett. A második világháború idején a Független Horvát Állam része volt. 1943. szeptember 9-én a partizánok támadást intéztek a faluban tartózkodó usztasák ellen. Az akció során 270 helybeli horvát polgári lakost gyilkoltak meg. A falut templomával együtt felgyújtották. A háború után a maradék horvát lakosságot is kitelepítették, a Szlavóniából kitelepített népi németek házait kapták meg. Enyhült a szegénység és sok ember talált munkát a közeli városokban. Ennek következtében újabb kivándorlás indult meg. Sok fiatal települt át a jobb élet reményében a közeli városokba, Glinára, Dvorra, Petrinyára, Bosanski Noviba. A délszláv háború előestéjén egy kivételével teljes lakossága szerb nemzetiségű volt. A falu 1991. június 25-én a független Horvátország része lett, de szerb lakossága a Krajinai Szerb Köztársasághoz csatlakozott. A falut 1995. augusztus 8-án a Vihar hadművelettel boszniai csapatok segítségével foglalta vissza a horvát hadsereg. A szerb lakosság többsége elmenekült. 2011-ben 18 lakosa volt.

## Népesség
| Lakosság változása | Lakosság változása | Lakosság változása | Lakosság változása | Lakosság változása | Lakosság változása | Lakosság változása | Lakosság változása | Lakosság változása | Lakosság változása | Lakosság változása | Lakosság változása | Lakosság változása | Lakosság változása | Lakosság változása | Lakosság változása |
| ------------------ | ------------------ | ------------------ | ------------------ | ------------------ | ------------------ | ------------------ | ------------------ | ------------------ | ------------------ | ------------------ | ------------------ | ------------------ | ------------------ | ------------------ | ------------------ |
| 1857               | 1869               | 1880               | 1890               | 1900               | 1910               | 1921               | 1931               | 1948               | 1953               | 1961               | 1971               | 1981               | 1991               | 2001               | 2011               |
| 620                | 661                | 541                | 633                | 710                | 781                | 684                | 697                | 44                 | 59                 | 72                 | 65                 | 60                 | 64                 | 12                 | 18                 |

## Nevezetességei
- Zriny középkori várából mára csak rom maradt. A falak egy ovális platót kerítenek, néhol még emeletnyi magasságban állnak. Még láthatók az egykori védőtorony, a trapéz alakú bástya maradványai. Az egykori várkapuból mára semmi sem maradt, a helyén egy lyuk tátong a falon. Az északi oldalon látható még a vár legrégibb bejárata, mely a gyalogosok és lovasok számára szolgált. Előtte valószínűleg felvonóhíd volt. A keleti falon 1975-ben még látszott két puskalőrés, a horvát történész Ivan Kukuljević Sakcinski szerint egykor ilyen lőrések voltak körben a falakon. A vár területén a 19. század végén még gyümölcsöt termesztettek, a négyszögletes védőtorony pedig még a II. világháború előtt is tető alatt volt. 1943-ban a faluval egy időben gyújtották fel a partizánok. Ma a második emelet magasságáig áll, megmaradt rajta néhány kis ablak. Jól láthatók az állagmegóvó munkák nyomai. A falakon kívülről a feltárások során szépen faragott oszloptöredékek, gótikus ablak kerete, finoman megmunkált kövek kerültek elő. Ezek az egykori várpalotából származtak. A várról készült korabeli rajzok a falakon belül még több épületet ábrázolnak, köztük egy kisebb szakrális építményt is, mely valószínűleg egy Szent György tiszteletére szentelt kis kápolna volt.[4]
- A középkori Szent Kereszt Felmagasztalása-templom maradványai a település déli részén, a Zrinska gora déli lejtőinek lábánál találhatók. A lelőhely története 1334-ig nyúlik vissza, amikor az itteni plébánia szerepel Iván goricai főesperesnek a zágrábi egyházmegye plébániáiról készített jegyzékében. Ezután a Boldogságos Szűz Mária tiszteletére szentelték fel. A környék török uralma idején a templomot valószínűleg lerombolták, de 1711-ben újjáépítették. 1737-ben újra felgyújtotta a török, de ismét újjáépült. Kazettás mennyezetét az 1740-es években a neves zágrábi festő Makovec festette. 1943. szeptember 9-én a partizánok felgyújtották. A romokat 1949-ben bejárta két szakember Anđela Horvat és Greta Jurišić, akik megállapították, hogy az épület a török előtti időkből való. Építési idejét a 15. század végére és a 16. század elejére tették. Az 1950-es években romjait a kommunista hatóságok eltakarították annak ellenére, hogy az épület maradványai védettséget élveztek. A 2013-as régészeti feltárások során megtalálták gótikus templom maradványait, amelyek nagyobbak voltak, mint azt korábban gondolták. A templom hossza 28 méter, a hajó szélessége 14 méter, és a templom legszélesebb része, amely magában foglalta a harangtornyot is 19 méter volt. Egy másik fontos felfedezés a padozat 3 szintjének feltárása. Az ásatások alapján az épület maga egyhajós, félköríves apszissal rendelkező templom volt, kelet-nyugati tájolással, négy külső támpillérrel. A templom belsejében megtalálták a templom hajóját az apszistól elválasztó fal maradványait, az apszistól délre pedig a templom egykori harangtornyának alapjait. A templom története a régészeti feltárás eredményei alapján 14. századig nyúlik vissza, majd a pusztítás és az újjáépítés több szakaszán ment keresztül, amit azt padozat három megkülönböztethető szintjének maradványai bizonyítanak.[5]
- Antiokheiai Szent Margit tiszteletére szentelt ferences kolostora és Antiochiai Szent Margit, valamint Szent Mária Magdolna tiszteletére szentelt kolostortemploma a vár alatt, egy attól nyugatra fekvő völgyben állt. A kolostort a 16. században említik először. Építtetője Zrínyi III. Miklós volt, akinek 1534-ből származó sírkőlapja a nyugati kapuzat fölé volt befalazva. A sírkőlap eredetileg a templom padozatában volt és csak később állapotának további megőrzése érdekében tették a kapu fölé. Az épületegyüttes 1577-ben a török megszállás idején súlyosan megsérült. A kolostort a török lényegében teljesen lerombolta, de a templom túlélte ezt az időszakot. Ma már csak a templom emeletnyi magasságú falai látszanak, melynek déli részéhez csatlakozott egykor a kolostor. Egyhajós épület volt, sokszögű szentéllyel, a sekrestye a szentély déli oldalához csatlakozott. A falakon megmaradt három gótikus ablak, míg a nyugati homlokzaton egy értékes rózsaablak látható. Belül megmaradt az egykori diadalív, de Zrínyi sírkőlapját a pusztulás elől a kostajnicai ferences kolostorba menekítették.[6]
- Kulturális védettséget élvez a falu központjában található hagyományos népi építésű lakóház. A ház mellett melléképületek, pajta szénapadlóval, istálló, disznóól, tyúkól és fészer is található. A ház hosszúkás, téglalap alaprajzú, homlokzatával a Zrinjčica-patak és az utca felé tájolva. Földszintje kőből és téglából, emelete fűrészelt deszkákból és gerendákból épült, kontyolt nyeregtetővel van ellátva. A földszint és az első emelet közötti közlekedést egy külső nyitott lépcső teszi lehetővé, hosszabb udvari homlokzattal. Az emeleten a homlokzat teljes hosszában egy nyitott tornác található. Ez az egyetlen fennmaradt, teljesen hagyományos lakóház Zrinben, melynek anyagai harmonikusan illeszkednek a tájba.[7]

## Híres emberek
- Itt született 1508 körül Zrínyi Miklós a szigetvári hős.